# Варчук Микола Ізотович
Микола Ізотович Варчук (28 серпня 1912, Стецьки — 21 вересня 1943) — радянський військовий льотчик, Герой Радянського Союзу (1943), в роки Німецько-радянської війни командир 737-го винищувального авіаційного полку 291-ї Воронезької штурмової авіаційної дивізії 2-ї повітряної армії Воронезького фронту, майор авіації.

## Біографія
Народився 28 серпня 1912 року в селі Стецьки (нині Старокостянтинівського району Хмельницької області, Україна) в селянській родині. Українець. Закінчив неповну середню школу.
У Червоній Армії з 1932 року. У 1933 році з відзнакою закінчив Качинську військову авіаційну школу льотчиків. У 1938 році старший лейтенант М. І. Варчук брав участь у боях з японськими мілітаристами біля озера Хасан і за бойові заслуги був нагороджений орденом Червоного Прапора. Член ВКП(б) з 1939 року.
Учасник Німецько-радянської війни з червня 1941 року. Командуючи ескадрильєю 176-го винищувального авіаційного полку 207-ї винищувальної авіаційної дивізії, воював на Південному фронті. Перший ворожий літак — винищувач Ме-110 — був збитий ним 15 жовтня 1941 року. Літав на літаках І-16, МіГ-3, ЛаГГ-3, Як-1. За особисту мужність і героїзм, вміле керування підрозділом у повітряних боях у липні 1942 року М. І. Варчук командуванням полку був представлений до нагородження орденом Леніна, але рішенням вищестоящого командування (наказ командувача військами Воронезького фронту № 035 від 14 серпня 1942 року) нагороджений орденом Червоного Прапора.
З серпня 1942 року М. І. Варчук — командир 737-го винищувального авіаційного полку 205-ї винищувальної авіаційної дивізії. У листопаді 1942 року полк був переданий до складу 227-ї штурмової авіаційної дивізії. У складі 2-ї повітряної армії винищувачі М. І. Варчука підтримували війська Південно-Західного фронту в ході Сталінградської операції. У ході повітряних боїв над Сталінградом льотчики полку зробили 156 бойових вильотів на прикриття і супровід штурмовиків Іл-2, збили 4 літаки противника.
За зразкове виконання бойових завдань командування на фронті боротьби з німецькими загарбниками і проявлені при цьому доблесть і мужність М. І. Варчук нагороджений орденом Вітчизняної війни 1-го ступеня (наказ командувача 3-ю танковою армією № 026/н від 13 квітня 1943 року).
З березня 1943 року 737-й винищувальний авіаційний полк діяв у складі 291-ї штурмової авіаційної дивізії. М. І. Варчук разом із льотчиками свого полку бився на Курській дузі, бився на Харківському та Київському напрямках. Відзначилися льотчики 737-го винищувального авіаційного полку і в період підходу радянських військ до Дніпра і його форсуванні.
До липня 1943 року 737-й винищувальний авіаційний полк під командуванням М. І. Варчука здійснив понад 1800 вильотів для виконання різних бойових завдань, провів 300 повітряних боїв, збив 42 літаки противника, знищив велику кількість наземних цілей. М. І. Варчук за весь час бойових дій здійснив 380 бойових вильотів, особисто збив 14 літаків упротивника і 9 — в групі.
21 вересня 1943 року майор М. І. Варчук загинув при виконанні бойового завдання. Похований на площі Героїв у місті Ромни Сумської області (Україна).
Указом Президії Верховної Ради СРСР від 28 вересня 1943 року за зразкове виконання бойових завдань командування на фронті боротьби з німецько-фашистськими загарбниками і проявлені при цьому мужність і героїзм майору Миколі Ізотовичу Варчуку присвоєно звання Героя Радянського Союзу.

## Нагороди, пам'ять
Нагороджений орденом Леніна (28.09.1943), двома орденами Червоного Прапора (1938, 14.08.1942), орденом Вітчизняної війни 1-го ступеня (13.04.1943).
Ім'ям Героя названа вулиця в місті Ромни. У місті Ромни на Алеї Героїв встановлено пам'ятний стенд М. І. Варчука.